# Лондерзел
Лондерзел (на нидерландски: Londerzeel) е селище в Централна Белгия, окръг Хале-Вилворде на провинция Фламандски Брабант. Населението му е около 17 400 души (2006).